# CISV International
CISV International, tidligere Children's International Summer Villages, er en ikke-statslig organisation med tilknytning til UNESCO, hvis formål er at uddanne og inspirere mennesker til at skabe en fredeligere og mere retfærdig verden. Organisationen er oprettet i 1951 af Dr. Doris Twitchell Allen. 

CISV er en fredsuddannende NGO, der sigter mod, at deltagere lærer at arbejde for en fredeligere verden. CISV fokuserer særligt på emnerne Forskellighed, Menneskerettigheder, Konfliktløsning og Bæredygtig udvikling.

Organisationen sender hvert år deltagere af sted på et af deres syv programmer. For at kunne blive sendt afsted, skal man være medlem af CISV og betale et gebyr for programmet:
- Børneby, hvor to drenge og to piger på 11 år sammen med en voksen leder bor sammen med andre 10-12 andre landes delegationer. En børneby tager fire uger, og udover ledere og børn deltager også seks juniorledere (16-17 år) og staben, der planlægger og leder lejren.
- Step up ligner i sin form Børneby, men er af tre ugers varighed og deltagerne er 14-15 år.
- Interchange er et udvekslingsprogram, hvor en gruppe børn fra ét land udveksles med et andet. På en interchange bor deltageren og deres partner (af samme køn) privat i først den ene og efterfølgende den anden familie.
- Seminar Camp, der varer tre uger og er for individuelle 18-årige, er et lejr-program, men her har deltagerne selv ansvaret for at planlægge, afholde og afvikle aktiviteterne.
- Youth Meeting varer en til to uger, og er møntet specifikt til mellem 12- og 19-årige. Der findes der også 19+-programmer.
- Mosaik er en et program, der fokuserer på sin lokale kontekst. Ofte er Mosaik 'kun' for lokale og forsøger at ændre miljøet eller løse lokale problemer.
- International Peoples' Project, er et projekt for 19+, der sender mennesker til et lokalt projekt, eks. bæredygtighed, for at give en hjælpende hånd.

## CISV Danmark
Den danske gren af CISV International, CISV Danmark, er paraplyorganisation for de ti danske lokalforeninger af CISV. Organisationen har valg til alle tillidsposter i såvel lokalforeninger som i CISV Danmark, der foregår på årlige generalforsamlinger i foråret.

## Gallery
- CISV Flag
- CISV Song
- Board of Trustees in session AIM 2010
- CISV Austria 1958
- CISV Austria 1958
- Junior Branch